# Tó Carneiro
Augusto de Jesus Corte Real Carneiro znany jako Tó (ur. 5 listopada 1995 w Huambo) – angolski piłkarz grający na pozycji lewego obrońcy. Od 2018 jest zawodnikiem klubu Petro Atlético.

## Kariera klubowa
Swoją karierę piłkarską Tó rozpoczął w klubie GD Interclube. W sezonie 2016 zadebiutował w jego barwach w pierwszej lidze angolskiej. W 2018 roku odszedł do Petro Atlético. Wraz z nim dwukrotnie został mistrzem Angoli w sezonach 2021/2022 i 2022/2023, dwukrotnie wicemistrzem w sezonach 2018/2019 i 2020/2021 oraz zdobył dwa Puchary Angoli w latach 2021 i 2022.
| Sezon   | Klub           | Kraj   | Rozgrywki | Mecze | Bramki |
| ------- | -------------- | ------ | --------- | ----- | ------ |
| 2016    | GD Interclube  | Angola | Girabola  | 8     | 1      |
| 2017    | GD Interclube  | Angola | Girabola  | 13    | 0      |
| 2018    | GD Interclube  | Angola | Girabola  | 13    | 0      |
| 2018/19 | Petro Atlético | Angola | Girabola  | 20    | 0      |
| 2019/20 | Petro Atlético | Angola | Girabola  | 20    | 0      |
| 2020/21 | Petro Atlético | Angola | Girabola  | 21    | 0      |
| 2021/22 | Petro Atlético | Angola | Girabola  | 18    | 0      |
| 2022/23 | Petro Atlético | Angola | Girabola  | 18    | 0      |

## Kariera reprezentacyjna
W reprezentacji Angoli Tó zadebiutował 27 czerwca 2017 roku w zremisowanym 0:0 meczu Pucharu COSAFA 2017 z Tanzanią, rozegranym w Phokeng. W 2024 roku został powołany do kadry na Puchar Narodów Afryki 2023. W tym turnieju rozegrał trzy mecze: grupowy z Burkiną Faso (2:0), w 1/8 finału z Namibią (3:0) i ćwierćfinałowy z Nigerią (0:1).